# Ковальчук, Елена Борисовна
 Елена Борисовна Ковальчук (1910—1944) — гвардии старшина медицинской службы, награждена пятью орденами; погибла в бою.
Елена Ковальчук пошла на фронт добровольцем практически сразу, как началась война. До этого она работала дамским парикмахером в Киеве, любила спорт. 
В журнале "Работница" так описаны причины побудившие её отправиться в армию:
...Но вот в родной город Елены ворвались гитлеровские банды.  Начались разбои, грабежи, зверства. Ненависть, лютая ненависть жгла Елену. Все силы, а если надо и жизнь, решила отдать она борьбе с заклятыми фашистами.
Свой боевой путь она начинала под Нарой, где её воинская часть вела упорные бои. Зоя Лукьяненко, фронтовая подруга Елены Ковальчук, вспоминала:
Под Москвой, прямо на поле боя, мы с Леной и познакомились. Ползли к одному и тому же раненому… Она отчаянная была. Случалось, что сама поднимала солдат в атаку. Бойцы её очень любили и слушались.
 Елена Ковальчук воевала в составе 1-й гвардейской московско-минской стрелковой дивизии (бывшей Пролетарской), пройдя с ней боевой путь до Немана. Погибла в Литве 15 июля 1944 города у города Алитус во время танкового сражения, спасая раненых. Как пишет Евгений Воробьёв, Елена Ковальчук «за три фронтовых года спасла около восьмисот бойцов и командиров… В дивизии считали эту цифру приуменьшенной».
Елена Борисовна Ковальчук награждена орденом Ленина, орденом Красного Знамени, Отечественной войны II степени, Красной Звезды.
Именем Елены Ковальчук названы улицы в Киеве и Калининграде.
Ей посвящены очерки Григория Кипниса в Литературной газете и в Советском экране. О ней снят фильм «Жил человек…», сценарий которого написан Виктором Некрасовым. Режиссёрами фильма были Рафаил Нахманович и Гелий Снегирёв.